# Консолидация (бизнес)
Консолидация (също консолидиране или обединяване) е акт на обединяване на няколко неща в едно. В бизнеса например, той често се отнася за сливания и поглъщания на голям брой малки фирми в една много по-голяма. В контекста на финансово-счетоводната консолидация се отнася до обобщаването на финансовите отчети на една група от дружества като консолидирани финансови отчети. В данъчното облагане терминът консолидация се отнася до третирането на група от дружества или лица като едно лице за данъчните цели. Когато се отнася до заеми, консолидацията се проявява в превръщането на текущи краткосрочни държавни заеми в дългосрочни заеми или обединяване на няколко стари държавни заема в един чрез отпускане на нов дългосрочен заем.